# Berru
Berru és un municipi francès, situat al departament del Marne i a la regió del Gran Est. L'any 2007 tenia 503 habitants.

## Demografia

### Població
El 2007 la població de fet de Berru era de 503 persones. Hi havia 196 famílies, de les quals 40 eren unipersonals (16 homes vivint sols i 24 dones vivint soles), 60 parelles sense fills, 80 parelles amb fills i 16 famílies monoparentals amb fills.
La població ha evolucionat segons el següent gràfic:
Habitants censats

### Habitatges
El 2007 hi havia 206 habitatges, 194 eren l'habitatge principal de la família, 2 eren segones residències i 10 estaven desocupats. 188 eren cases i 18 eren apartaments. Dels 194 habitatges principals, 149 estaven ocupats pels seus propietaris, 39 estaven llogats i ocupats pels llogaters i 6 estaven cedits a títol gratuït; 4 tenien una cambra, 9 en tenien dues, 10 en tenien tres, 30 en tenien quatre i 141 en tenien cinc o més. 165 habitatges disposaven pel capbaix d'una plaça de pàrquing. A 67 habitatges hi havia un automòbil i a 117 n'hi havia dos o més.

### Piràmide de població
La piràmide de població per edats i sexe el 2009 era:
| Homes | Edats   | Dones |
| ----- | ------- | ----- |
| 0     | 95 o +  | 0     |
| 0     | 90 a 94 | 0     |
| 0     | 85 a 89 | 4     |
| 0     | 80 a 84 | 4     |
| 12    | 75 a 79 | 4     |
| 0     | 70 a 74 | 12    |
| 16    | 65 a 69 | 8     |
| 4     | 60 a 64 | 12    |
| 12    | 55 a 59 | 12    |
| 16    | 50 a 54 | 12    |
| 32    | 45 a 49 | 24    |
| 28    | 40 a 44 | 28    |
| 16    | 35 a 39 | 28    |
| 4     | 30 a 34 | 12    |
| 8     | 25 a 29 | 4     |
| 4     | 20 a 24 | 4     |
| 28    | 15 a 19 | 20    |
| 32    | 10 a 14 | 20    |
| 16    | 5 a 9   | 16    |
| 12    | 0 a 4   | 0     |

## Economia
El 2007 la població en edat de treballar era de 341 persones, 259 eren actives i 82 eren inactives. De les 259 persones actives 250 estaven ocupades (132 homes i 118 dones) i 9 estaven aturades (7 homes i 2 dones). De les 82 persones inactives 32 estaven jubilades, 33 estaven estudiant i 17 estaven classificades com a «altres inactius».

### Ingressos
El 2009 a Berru hi havia 196 unitats fiscals que integraven 515 persones, la mediana anual d'ingressos fiscals per persona era de 24.168,5 €.

### Activitats econòmiques
Dels 15 establiments que hi havia el 2007, 2 eren d'empreses alimentàries, 1 d'una empresa de fabricació d'altres productes industrials, 2 d'empreses de construcció, 2 d'empreses de comerç i reparació d'automòbils, 2 d'empreses de transport, 1 d'una empresa d'hostatgeria i restauració, 1 d'una empresa d'informació i comunicació, 1 d'una empresa immobiliària, 1 d'una empresa de serveis i 2 d'empreses classificades com a «altres activitats de serveis».
Dels 3 establiments de servei als particulars que hi havia el 2009, 1 era un taller de reparació d'automòbils i de material agrícola, 1 guixaire pintor i 1 restaurant.
L'únic establiment comercial que hi havia el 2009 era una fleca.
L'any 2000 a Berru hi havia 32 explotacions agrícoles que ocupaven un total de 1.053 hectàrees.

## Equipaments sanitaris i escolars
El 2009 hi havia una escola elemental integrada dins d'un grup escolar amb les comunes properes formant una escola dispersa.

## Poblacions més properes
El següent diagrama mostra les poblacions més properes.